# ТЭФИ (премия, 2002)
ТЭ́ФИ — российская национальная телевизионная премия за высшие достижения в области телевизионных искусств. Учреждена фондом «Академия Российского Телевидения» 21 октября 1994 года. Премия должна была стать российским аналогом американской телевизионной премии «Эмми».
Для участия в конкурсе «ТЭФИ—2002» принимались работы, произведённые и впервые вышедшие в эфир на территории России в период с 1 июня 2001 года по 31 мая 2002 года.

## Церемония
Восьмая церемония награждения была проведена 31 января 2003 года в Государственном центральном концертном зале «Россия». Изначально планировавшаяся дата церемонии — 25 октября 2002 года — была перенесена из-за террористического акта на Дубровке (захвата мюзикла «Норд-Ост»). Постоянных ведущих, объявлявших лауреатов премии, у данной церемонии не было. Подготовка и трансляция в эфире телевизионной версии церемонии награждения была выполнена телеканалом «Россия».

## Победители и финалисты
Победители указаны первыми и выделены отдельным цветом 
| Номинации                                                     | Победители и финалисты                                                                                    | Производитель                                                           | Представляющая организация                              | Канал-вещатель                        |
| ------------------------------------------------------------- | --- | ----------------------------------------------------------------------- | ------------------------------------------------------- | ------------------------------------- |
| Информационная программа — общенациональные (сетевые) новости | «Время»                                                                                                   | Дирекция информационных программ ОАО «Первый канал»                     | ОАО «Первый канал»                                      | Первый канал                          |
| Информационная программа — общенациональные (сетевые) новости | «Новости культуры»                                                                                        | ГТРК «Культура»                                                         | ГТРК «Культура»                                         | ГТРК «Культура»                       |
| Информационная программа — общенациональные (сетевые) новости | «24» | ЗАО «Телекомпания РЕН ТВ»                                               | ЗАО «Телекомпания РЕН ТВ»                               | REN TV                                |
| Информационная программа — региональные новости               | «Час Пик»                                                                                                 | ЗАО «Телерадиокомпания ТВ-2», г. Томск                                  | ЗАО «Телерадиокомпания ТВ-2», г. Томск                  | Телерадиокомпания ТВ-2, г. Томск      |
| Информационная программа — региональные новости               | «Вечер на Афонтово»                                                                                       | ЗАО Красноярская телекомпания «Афонтово», г. Красноярск                 | ЗАО Красноярская телекомпания «Афонтово», г. Красноярск | ТРК «Афонтово», г. Красноярск         |
| Информационная программа — региональные новости               | «Новости. Итоги дня»                                                                                      | ООО «Телекомпания „Четвёртый канал“», г. Екатеринбург                   | ООО «Телекомпания „Четвёртый канал“», г. Екатеринбург   | ТК «Четвёртый канал», г. Екатеринбург |
| Информационно-аналитическая программа                         | «Намедни»                                                                                                 | ОАО «Телекомпания НТВ»                                                  | ОАО «Телекомпания НТВ»                                  | НТВ                                   |
| Информационно-аналитическая программа                         | «Вести недели»                                                                                            | ФГУП ГТК «Телеканал Россия»                                             | ФГУП ГТК «Телеканал Россия»                             | ГТК «Телеканал Россия»                |
| Информационно-аналитическая программа                         | «Времена»                                                                                                 | ОАО «Студия Фониной»                                                    | ОАО «Первый канал»                                      | Первый канал                          |
| Журналистское расследование                                   | «Акватория восходящего солнца». Авторская программа Елены Масюк                                           | Всероссийская государственная телевизионная и радиовещательная компания | ФГУП ГТК «Телеканал Россия»                             | ГТК «Телеканал Россия»                |
| Журналистское расследование                                   | «Вьетнамское подполье Москвы»                                                                             | ЗАО «Телекомпания „Останкино“» (ЗАО «Компания „РТС“»)                   | ОАО «Первый канал»                                      | Первый канал                          |
| Журналистское расследование                                   | «Как взорвали Дудаева» из цикла «Документальный детектив»                                                 | ЗАО «Телекомпания „Останкино“» (ЗАО «Компания „РТС“»)                   | ОАО «Первый канал»                                      | Первый канал                          |
| Публицистическая программа                                    | «Жди меня»                                                                                                | ЗАО «Телекомпания ВИD»                                                  | ОАО «Первый канал»                                      | Первый канал                          |
| Публицистическая программа                                    | «Фрак народа». Авторская программа Владимира Оренова                                                      | Студия «Команда — 2»                                                    | ГТРК «Культура»                                         | ГТРК «Культура»                       |
| Публицистическая программа                                    | «Один день. 25 октября 1917 года». Программа Кирилла Набутова                                             | Телекомпания «Адамово яблоко», г. Санкт-Петербург                       | Телекомпания «Адамово яблоко», г. Санкт-Петербург       | ТВС                                   |
| Ток-шоу                                                       | «Культурная революция»                                                                                    | ООО «Продюсерский центр „Игра“»                                         | ГТРК «Культура»                                         | ГТРК «Культура»                       |
| Ток-шоу                                                       | «Забытый полк». Авторская программа Евгения Кириченко                                                     | ЗАО «МНВК»                                                              | ЗАО «Шестой телеканал»                                  | ТВС                                   |
| Ток-шоу                                                       | «Свобода слова»                                                                                           | ОАО «Телекомпания НТВ»                                                  | ОАО «Телекомпания НТВ»                                  | НТВ                                   |
| Телевизионный художественный/игровой фильм                    | «Тайны дворцовых переворотов. Россия — век XVIII…». 1. «Завещание императора». 2. «Завещание императрицы» | ООО «Киностудия „Сагиттариус“»                                          | ФГУП ГТК «Телеканал Россия»                             | ГТК «Телеканал Россия»                |
| Телевизионный художественный/игровой фильм                    | «Азазель»                                                                                                 | ООО «Студия ТриТэ»                                                      | ОАО «Первый канал»                                      | Первый канал                          |
| Телевизионный художественный/игровой фильм                    | «Бессовестные» из цикла «Русская классика на телеэкране»                                                  | ГУ ОТРК «Югра», г. Ханты-Мансийск                                       | ГУ ОТРК «Югра», г. Ханты-Мансийск                       | Югра, г. Ханты-Мансийск               |
| Телевизионный художественный/игровой сериал                   | «По имени Барон…»                                                                                         | ООО «Люксфильм»                                                         | ООО «Феникс-фильм»                                      | НТВ                                   |
| Телевизионный художественный/игровой сериал                   | «Дальнобойщики»                                                                                           | ООО «Киностудия „Арк-фильм“»                                            | НТВ-Кино                                                | НТВ                                   |
| Телевизионный художественный/игровой сериал                   | «Спецназ»                                                                                                 | ООО «Группа „Сварог“», г. Санкт-Петербург                               | ОАО «Первый канал»                                      | Первый канал                          |
| Телевизионный документальный фильм                            | «Ледовая коррида Валерия Харламова»                                                                       | ЗАО «Киностудия „Балтик Видео“», г. Санкт-Петербург                     | ОАО «Телекомпания НТВ»                                  | НТВ                                   |
| Телевизионный документальный фильм                            | «Извините, что живу...»                                                                                   | ГТРК «Вятка», г. Киров                                                  | ГТРК «Вятка», г. Киров                                  | ГТРК «Вятка», г. Киров                |
| Телевизионный документальный фильм                            | «Американская трагедия. Наши»                                                                             | «ПМЖ продакшн»                                                          | ОАО «Первый канал»                                      | Первый канал                          |
| Сериал телевизионных документальных фильмов                   | «Лубянка». «Л. Троцкий. Обречён на убийство»                                                              | ЗАО «Телекомпания „Останкино“» (ЗАО «Компания „РТС“»)                   | ОАО «Первый канал»                                      | Первый канал                          |
| Сериал телевизионных документальных фильмов                   | «Звёздный отряд»                                                                                          | ООО «Телеателье А»                                                      | ОАО «Первый канал»                                      | Первый канал                          |
| Сериал телевизионных документальных фильмов                   | «Союз бывших. Таджикистан»                                                                                | ФГУП ГТК «Телеканал Россия»                                             | ФГУП ГТК «Телеканал Россия»                             | ГТК «Телеканал Россия»                |
| Телевизионная игра                                            | «Сто к одному»                                                                                            | Студия «2В»                                                             | ФГУП ГТК «Телеканал Россия»                             | ГТК «Телеканал Россия»                |
| Телевизионная игра                                            | «Что? Где? Когда?»                                                                                        | ООО «Продюсерский центр „Игра“»                                         | ООО «Продюсерский центр „Игра“»                         | Первый канал                          |
| Телевизионная игра                                            | «Своя игра»                                                                                               | Студия «2В»                                                             | ОАО «Телекомпания НТВ»                                  | НТВ                                   |
| Музыкальная программа                                         | «В нашу гавань заходили корабли»                                                                          | ЗАО «МНВК»                                                              | ЗАО «Шестой телеканал»                                  | ТВС                                   |
| Музыкальная программа                                         | «Партитуры не горят». Авторская программа Артёма Варгафтика. «Загадка смерти Моцарта»                     | ООО «Центр телевизионного искусства»                                    | ГТРК «Культура»                                         | ГТРК «Культура»                       |
| Музыкальная программа                                         | «Папина гармонь»                                                                                          | Российский центр «Играй, гармонь», г. Новосибирск                       | Российский центр «Играй, гармонь», г. Новосибирск       | Первый канал                          |
| Программа для детей                                           | «Спокойной ночи, малыши!»                                                                                 | ООО «Телерадиокомпания „Класс!“»                                        | ФГУП ГТК «Телеканал Россия»                             | ГТК «Телеканал Россия»                |
| Программа для детей                                           | «Я и моя собака»                                                                                          | ООО «Телекомпания „Живые новости“»                                      | ООО «Телекомпания „Живые новости“»                      | НТВ                                   |
| Программа для детей                                           | «Звёздный час»                                                                                            | ЗАО «Телекомпания ВИD»                                                  | ОАО «Первый канал»                                      | Первый канал                          |
| Просветительская программа (наука)                            | «Путешествия натуралиста»                                                                                 | ООО «Телекомпания „Живые новости“»                                      | ООО «Телекомпания „Живые новости“»                      | НТВ                                   |
| Просветительская программа (наука)                            | «Диалоги о животных»                                                                                      | Студия «2В»                                                             | ФГУП ГТК «Телеканал Россия»                             | ГТК «Телеканал Россия»                |
| Просветительская программа (наука)                            | «Гордон» («Ночной эфир с Александром Гордоном»)                                                           | ОАО «Телекомпания НТВ»                                                  | ОАО «Телекомпания НТВ»                                  | НТВ                                   |
| Просветительская программа (искусство, культура)              | «Дачники» с Машей Шаховой                                                                                 | ЗАО «МНВК»                                                              | ЗАО «Шестой телеканал»                                  | ТВС                                   |
| Просветительская программа (искусство, культура)              | «Цивилизация». «Вацлав Нижинский»                                                                         | ООО «Телерадиокомпания „Цивилизация“»                                   | ОАО «Первый канал»                                      | Первый канал                          |
| Просветительская программа (искусство, культура)              | «Мой Эрмитаж». Авторская программа Михаила Пиотровского                                                   | ГТРК «Культура»                                                         | ГТРК «Культура»                                         | ГТРК «Культура»                       |
| Развлекательная программа                                     | «Городок»                                                                                                 | ЗАО «Студия „Позитив TV“», г. Санкт-Петербург                           | ЗАО «Студия „Позитив TV“», г. Санкт-Петербург           | ГТК «Телеканал Россия»                |
| Развлекательная программа                                     | «Последний герой»                                                                                         | ООО «Последний герой»                                                   | ОАО «Первый канал»                                      | Первый канал                          |
| Развлекательная программа                                     | «Новогодний театральный капустник»                                                                        | ФГУП ГТК «Телеканал Россия»                                             | ФГУП ГТК «Телеканал Россия»                             | ГТК «Телеканал Россия»                |
| Телевизионный дизайн                                          | Дизайн канала «Культура»                                                                                  | ГТРК «Культура»                                                         | ГТРК «Культура»                                         | ГТРК «Культура»                       |
| Телевизионный дизайн                                          | Телевизионный дизайн                                                                                      | НТВ-Дизайн                                                              | ОАО «Телекомпания НТВ»                                  | НТВ                                   |
| Телевизионный дизайн                                          | Дизайн новостных программ                                                                                 | ОРТ-Дизайн                                                              | ОАО «Первый канал»                                      | Первый канал                          |
| Ведущий информационной программы                              | Сергей Брилёв — «Вести»                                                                                   | ФГУП ГТК «Телеканал Россия»                                             | ФГУП ГТК «Телеканал Россия»                             | ГТК «Телеканал Россия»                |
| Ведущий информационной программы                              | Жанна Агалакова — «Времена»                                                                               | ОАО «Студия Фониной»                                                    | ОАО «Первый канал»                                      | Первый канал                          |
| Ведущий информационной программы                              | Михаил Осокин — «Сейчас»                                                                                  | ЗАО «МНВК»                                                              | ЗАО «Шестой телеканал»                                  | ТВС                                   |
| Репортёр                                                      | Илья Зимин — «Итоги», «Сейчас»                                                                            | ЗАО «МНВК»                                                              | ЗАО «Шестой телеканал»                                  | ТВС                                   |
| Репортёр                                                      | Владимир Кондратьев — «Намедни», «Сегодня»                                                                | ОАО «Телекомпания НТВ»                                                  | ОАО «Телекомпания НТВ»                                  | НТВ                                   |
| Репортёр                                                      | Аркадий Мамонтов — «Вести недели». Репортаж из Каспийска.                                                 | ФГУП ГТК «Телеканал Россия»                                             | ФГУП ГТК «Телеканал Россия»                             | ГТК «Телеканал Россия»                |
| Интервьюер                                                    | Владимир Познер — «Времена»                                                                               | ОАО «Студия Фониной»                                                    | ОАО «Первый канал»                                      | Первый канал                          |
| Интервьюер                                                    | Михаил Гусман — «Формула власти»                                                                          | Агентство «ТАСС-ТВ»                                                     | ОАО «Первый канал»                                      | Первый канал                          |
| Интервьюер                                                    | Савик Шустер — «Герой дня»                                                                                | ОАО «Телекомпания НТВ»                                                  | ОАО «Телекомпания НТВ»                                  | НТВ                                   |
| Спортивный комментатор, ведущий спортивной программы          | Виктор Гусев — «На футболе с Виктором Гусевым»                                                            | ОАО «Первый канал»                                                      | ОАО «Первый канал»                                      | Первый канал                          |
| Спортивный комментатор, ведущий спортивной программы          | Василий Кикнадзе — Дневник Олимпиады                                                                      | ФГУП ГТК «Телеканал Россия»                                             | ФГУП ГТК «Телеканал Россия»                             | ГТК «Телеканал Россия»                |
| Спортивный комментатор, ведущий спортивной программы          | Александр Елагин (Масалов) — Футбольный матч «Тироль» (Инсбрук) — «Локомотив» (Москва)                    | ЗАО «Телекомпания РЕН ТВ»                                               | ЗАО «Телекомпания РЕН ТВ»                               | REN TV                                |
| Ведущий развлекательной программы                             | Хрюн Моржов, Степан Капуста и коллектив телекомпании «Пилот ТиВи» — «Тушите свет»                         | ООО «Пилот ТиВи»                                                        | ООО «Пилот ТиВи»                                        | ТВС                                   |
| Ведущий развлекательной программы                             | Михаил Швыдкой — «Культурная революция»                                                                   | ООО «Продюсерский центр „Игра“»                                         | ГТРК «Культура»                                         | ГТРК «Культура»                       |
| Ведущий развлекательной программы                             | Максим Галкин — «Кто хочет стать миллионером?»                                                            | ООО «W Медиа»                                                           | ОАО «Первый канал»                                      | Первый канал                          |
| Продюсер                                                      | Сергей Кушнерёв, Александр Любимов — «Последний герой»                                                    | ООО «Последний герой»                                                   | ОАО «Первый канал»                                      | Первый канал                          |
| Продюсер                                                      | Дмитрий Лесневский — «Next»                                                                               | ЗАО «Телекомпания РЕН ТВ»                                               | ЗАО «Телекомпания РЕН ТВ»                               | REN TV                                |
| Продюсер                                                      | Валерий Тодоровский — «Семейные тайны»                                                                    | «Рекун-кино»                                                            | «Про-синема продакшн»                                   | ГТК «Телеканал Россия»                |
| Сценарист                                                     | Борис Акунин (Григорий Шалвович Чхартишвили) — «Азазель»                                                  | ООО «Студия ТриТэ»                                                      | ОАО «Первый канал»                                      | Первый канал                          |
| Сценарист                                                     | Юрий Кузьменко, Александр Велединский, Дмитрий Воронков, Андрей Горлов, Юрий Перов — «Дальнобойщики»      | ООО «Киностудия „Арк-фильм“»                                            | НТВ-Кино                                                | НТВ                                   |
| Сценарист                                                     | Андрей Самсонов, Елена Званцева, Вера Фёдорова, Сергей Сергеев, Дмитрий Константинов — «Семейные тайны»   | «Рекун-кино»                                                            | «Про-синема продакшн»                                   | ГТК «Телеканал Россия»                |
| Режиссёр                                                      | Дмитрий Светозаров — «По имени Барон…»                                                                    | ООО «Люксфильм»                                                         | ООО «Феникс-фильм»                                      | НТВ                                   |
| Режиссёр                                                      | Сергей Снежкин — «Убойная сила»                                                                           | ООО «Продюсерская компания „Слово“»                                     | ОАО «Первый канал»                                      | Первый канал                          |
| Режиссёр                                                      | Игорь Беляев — «Кавказский крест»                                                                         | ФГУП ГТК «Телеканал Россия»                                             | ФГУП ГТК «Телеканал Россия»                             | ГТК «Телеканал Россия»                |
| Оператор                                                      | Павел Лебешев — «Азазель»                                                                                 | ООО «Студия ТриТэ»                                                      | ОАО «Первый канал»                                      | Первый канал                          |
| Оператор                                                      | Сергей Ребров — «Караван». Авторская программа Елены Масюк                                                | Всероссийская государственная телевизионная и радиовещательная компания | ФГУП ГТК «Телеканал Россия»                             | ГТК «Телеканал Россия»                |
| Оператор                                                      | Александр Пугачёв — «Уроки русского»                                                                      | ЗАО «АТВ — Продакшн»                                                    | ГТРК «Культура»                                         | ГТРК «Культура»                       |
| «За личный вклад в развитие российского телевидения»          | Масляков Александр Васильевич                                                                             |                                                                         |                                                         |                                       |
| Специальный приз Академии Российского телевидения             | Сагалаев Эдуард Михайлович                                                                                |                                                                         |                                                         |                                       |
| Специальный приз Академии Российского телевидения             | Кривошеев Марк Иосифович                                                                                  |                                                                         |                                                         |                                       |